# 60-й отдельный дивизион бронепоездов
60-й отдельный дивизион бронепоездов (60-й одбп) — дивизион (воинская часть) бронепоездов РККА в годы Великой Отечественной войны. Бронепоезда дивизиона стали последними бронепоездами Красной Армии, которые потеряны в бою в Великой Отечественной.

## История
Дивизион сформирован по приказу заместителя командующего Юго-Западным фронтом по АБТВ от 14 марта 1942 года. В 60-й дивизион вошли уже действующие бронепоезда № 5 и № 13. Так формирование дивизиона не потребовало больших усилий, так как вошедшие в него бронепоезда в основном укомплектованы и имели готовую материальную часть.
Бронепоезд № 5 (типа НКПС-42) до этого входил в 1-й отдельный дивизион бронепоездов Юго-Западного направления. Его сформировали на Харьковском паровозоремонтном заводе, и 22 сентября 1941 года он вступил в бой. В октябре бронепоезд успешно действовал у Мерефы, Люботина и Богодухова, прикрывая отход частей РККА.
В ноябре — декабре 1941 года бронепоезд № 5 поддерживал части Красной Армии в боях за Елец и станцию Мармыжи.
В январе — марте 1942 года бронепоезд № 5 (бепо № 5) был у Волчанска, в полосе 38-й армии.
Бепо № 13 вёл историю от бронепоезда № 44 4-го дивизиона бронепоездов, который Великая Отечественная война застала в Белоруссии у Молодечно, затем он воевал под Столбцами и Кричевым. После того, как 15 августа 1941 года одна бронеплощадка бронепоезда была разбита, а вторую с бронепаровозом направили на ремонт на Ворошиловградский паровозостроительный завод, экипаж бронепоезда направлен в 1-й запасной полк бронепоездов. 29 октября экипаж бывшего 44-го бронепоезда по распоряжению заместителя народного комиссара обороны — начальника Главного автобронетанкового управления Красной Армии Федоренко направился в Тулу, где вели постройку бронепоезда. Из-за того, что бронепоезд был не достроен и не вооружён, его с экипажем отправили на Мичуринский паровозоремонтный завод для завершения достройки. После того, как бепо № 13 был готов, его направили к станции Волчанск в 21-ю армию, куда он прибыл 27 декабря 1941 года. 3 января 1942 года бронепоезд передан в 38-ю армию с задачей — прикрыть от немецких самолётов участок Купянск—Булацеловка, за месяц бронепоезд № 13 вступал в бой с немецкой авиацией 16 раз, подбив 2 самолёта. 2 марта 1942 года бепо № 13 направили в Воронеж на ремонтную базу бронепоездов Юго-Западного фронта для устранения конструктивных недостатков и усиления вооружения. Здесь же, в Воронеже и формировали 60-й  отдельный дивизион бронепоездов, при этом бронепоезд № 5 стал бронепоездом № 1, а бронепоезд № 13 — бронепоездом № 2.

## Служба дивизиона
18 апреля 1942 года 60-й отдельный дивизион бронепоездов (60-й одбп) прибыл в 6-ю армию на участок Изюм — Савинцы, где прикрывал железную дорогу от немецкой авиации.
Вечером 18 мая 1942 года 60-й дивизионом получена информацию о том, что немецкие танки прорвали фронт и движутся к Изюму. В 6 часов 19 мая дивизион начал выдвигаться к Святогорской, но из-за разбитого железнодорожного моста у Букино бронепоезда (бепо) пройти не смогли. В результате активных действий личного состава дивизиона и прибывшего восстановительного батальона вытянули вагоны, разбитые немецкой авиацией, и рядом построили временный мост, и к утру 20 мая движение восстановили.
До 25 мая 42 года бепо прикрывали участок Святогорская — Букино, поддерживая части 296-й и 51-й стрелковых дивизий и неоднократно обстреливая немецкие позиции на южном берегу Северского Донца.
26—31 мая бронепоезда действовали в районах Букино — Красный Лиман и Пески-Радьковские — Купянск, в основном, борясь с немецкими самолётами. В это время при пожаре, возникшем на станции Радьковские Пески от немецких бомб, экипаж бронепоезда № 2 спас 48 вагонов с боеприпасами. 31 мая 42 года бепо № 2 также атакован немецкими самолётами. От них бронепоезд получил повреждения бронеплощадок — пробило броню, вывело из строя все пушки, включая две зенитных, разбило ходовую часть. 8 июня по приказу заместителя командующего Юго-Западным фронтом по автобронетанковым войскам 2-й бронепоезд 60-го дивизиона убыл на ремонтную базу в Воронеж для получения новой материальной части.
Оставшийся в районе Купянск — Святогорская — Букино — Красный Лиман бепо № 1 почти ежедневно обстреливал немецкие позиции на южном берегу реки Северский Донец. Утром 22 июня 42 года на разъезде 57-й километр бронепоезд атакован двадцатью пятью немецкими самолётами. Несмотря на манёвры и заградительный огонь, которым подбили 2 самолёта, разбиты и сгорели контрольные платформы и одна пушка, бронепаровоз повреждён, убито 2 человека и ранено 47.
В 14 часов немецкие самолёты совершили повторный налёт, от которого разбита ходовую часть бронепаровоза, вывело из строя тендер и одну пушку, повредило вторую бронеплощадку. Из-за разбитого пути в Купянск вывели только одну бронеплощадку, на которую погрузили вооружение и со второй 350 снарядов. По приказу штаба 9-й армии экипаж с базой дивизиона бронепоездов направлен в Воронеж, куда он прибыл 30 июня. Оставшуюся бронеплощадку не вывели — 24 июня у Кисловки она разбомблена немецкой авиацией.
4 июля 1942 года при прорыве немцев к Воронежу база 60-го дивизиона и бронепоезд № 2, вооружение с которого к этому времени сняли, выведены вначале в Романовну, затем в Балашов. 2 августа 60-й дивизион получил приказ управления бронепоездов Главного автобронетанкового управления прибыть в Москву на переформирование, а невооружённую материальную часть 2-го бронепоезда направить на ремонтную базу № 6.

### Второе формирование
Прибыв в Москву 6 августа 1942 года, одбп начал доукомплектование (из 279 человек по штату было только 175) и занятия. В ноябре 1942 года одбп принял от 1-го запасного полка бронепоездов тяжёлый бронепоезд (бронепаровоз типа ПР-35 и бронеплощадки типа ПТ-33 со 107-мм пушкой и 5 пулемётами Максим на каждой). Бронепоезду провели средний ремонт на станции Рузаевка, и после доделок и довооружения (получили зенитную бронеплощадку завода «Стальмост» с двумя 37-мм автоматическими зенитными пушками образца 1939 года [61-К]), принят в дивизион 30 декабря 1942 года как бронепоезд № 737.

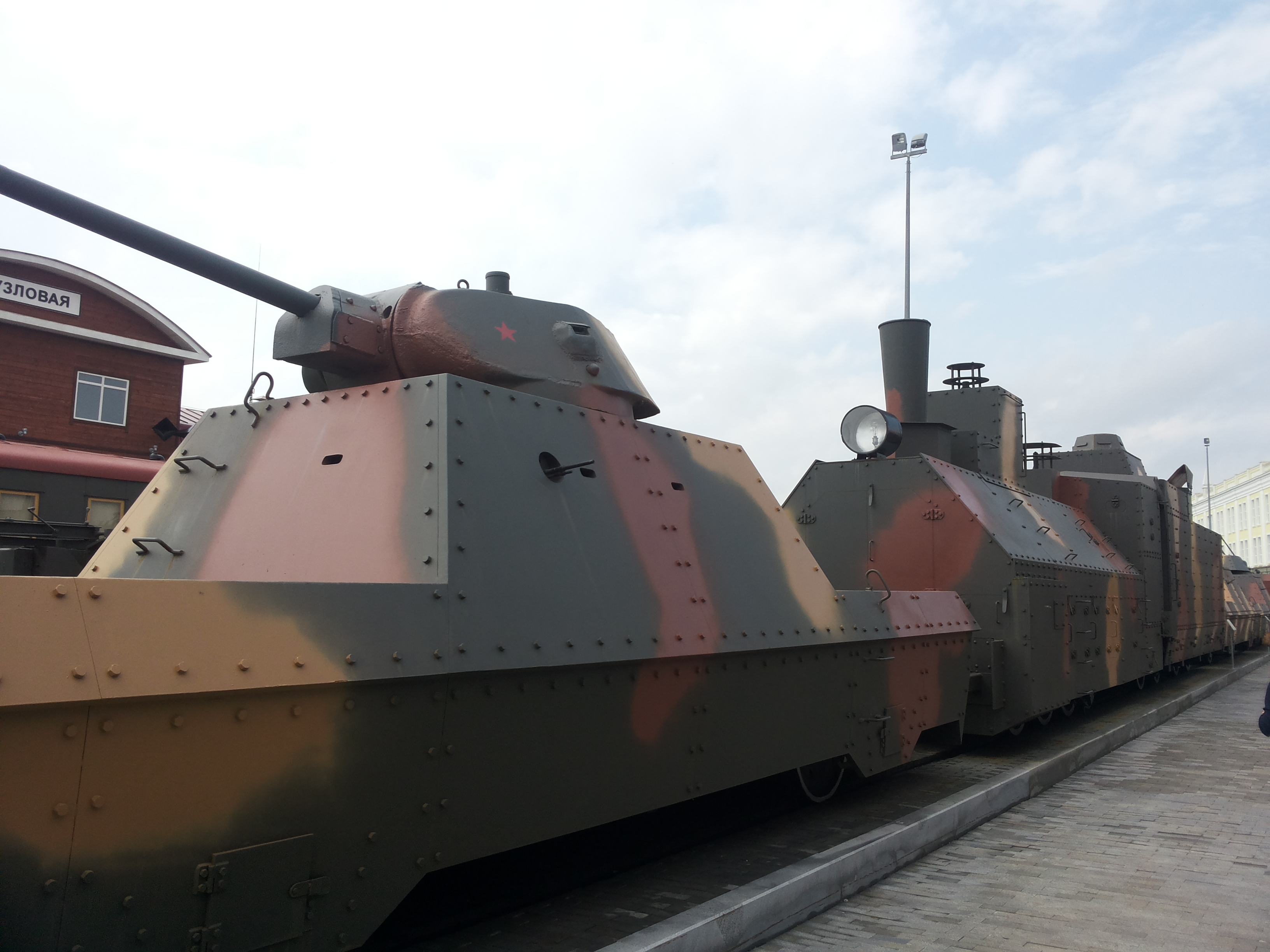
Реплика бронепоезда типа БП-43

Второй бронепоезд (типа БП-43) построен на Чкаловском паровозоремонтном заводе, сдан приёмке в ноябре, 28 декабря 1942 года принят дивизионом как бронепоезд № 746. Бронепоезд построен на средства, собранные работниками Московского метрополитена и назван «Московский метрополитен». Его торжественная передача дивизиону на митинге 21 марта 1943 года.

### Дальнейшая служба и потеря бронепоездов
3 мая 1943 года по приказу заместителя командующего БТиМВ генерал-лейтенанта Коробкова 60-й дивизион убыл на станцию Ржава, в распоряжение Воронежского фронта. На станции Ржава 28 мая 1943 года он вошёл в 6-ю гвардейскую армию.
5 июля 1943 года с началом немецкого наступления на Курской дуге связь дивизиона со штабом 6-й гвардейской армии нарушена, и дивизион, не получая задач, действовал по своей инициативе, подойдя к вечеру 5 июля к станции Сажное (в 9 км южнее Беленихино).

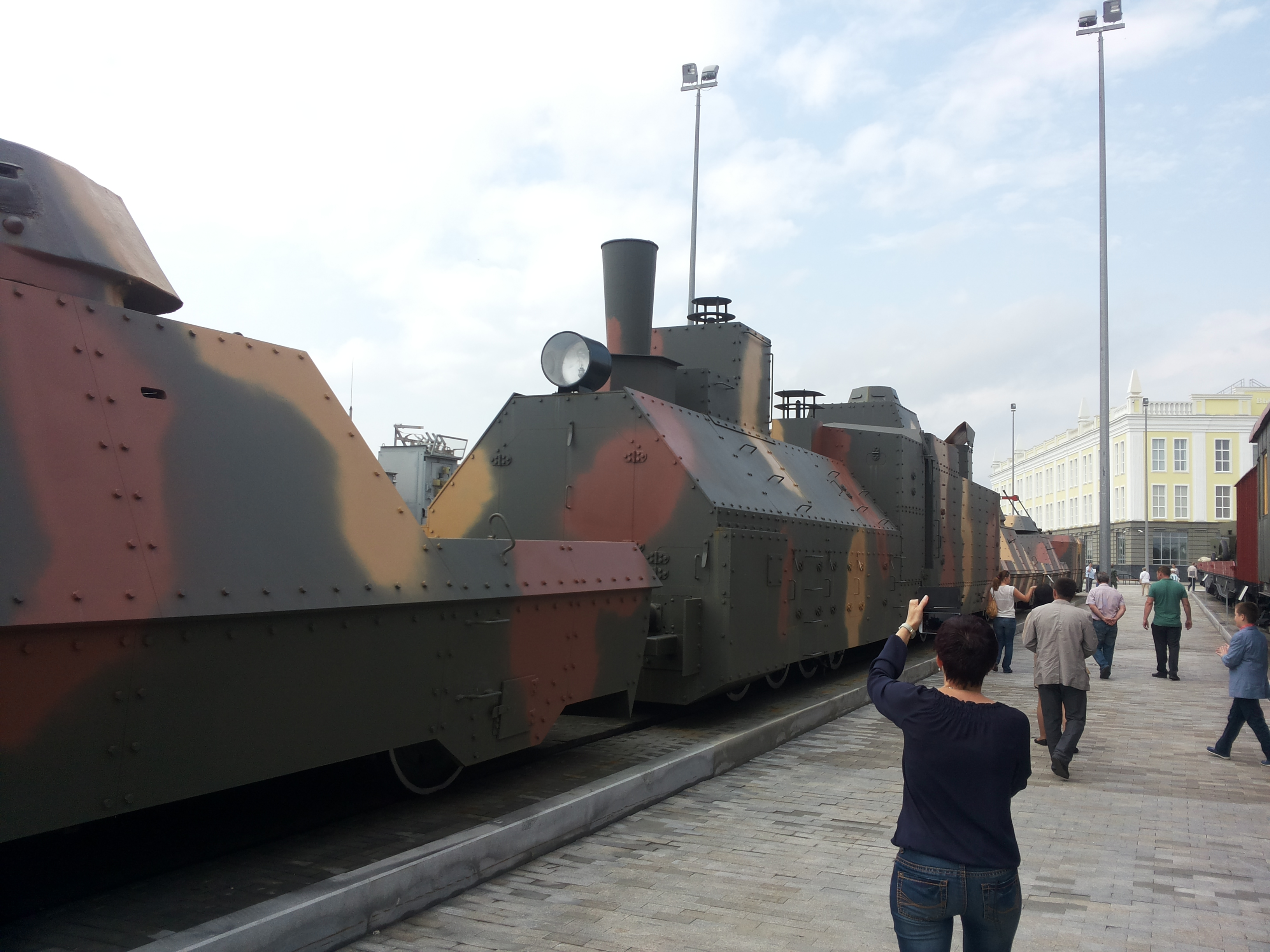
Реплика бронепаровоза бронепоезда типа БП-43 с тендером

В 9 часов 6 июля до 20 танков немцев пытались переправиться через реку Липовый Донец у Рождественки. Бывший на станции Сажное тяжёлый бронепоезд № 737 открыл по ним огонь, и до 9 часов 45 минут вёл с ними бой. В результате немцам переправиться не удалось, бронепоезд повредил пять и разбил один танк. Остальные, прикрывшись дымом, отошли, взяв на буксир повреждённые танки.

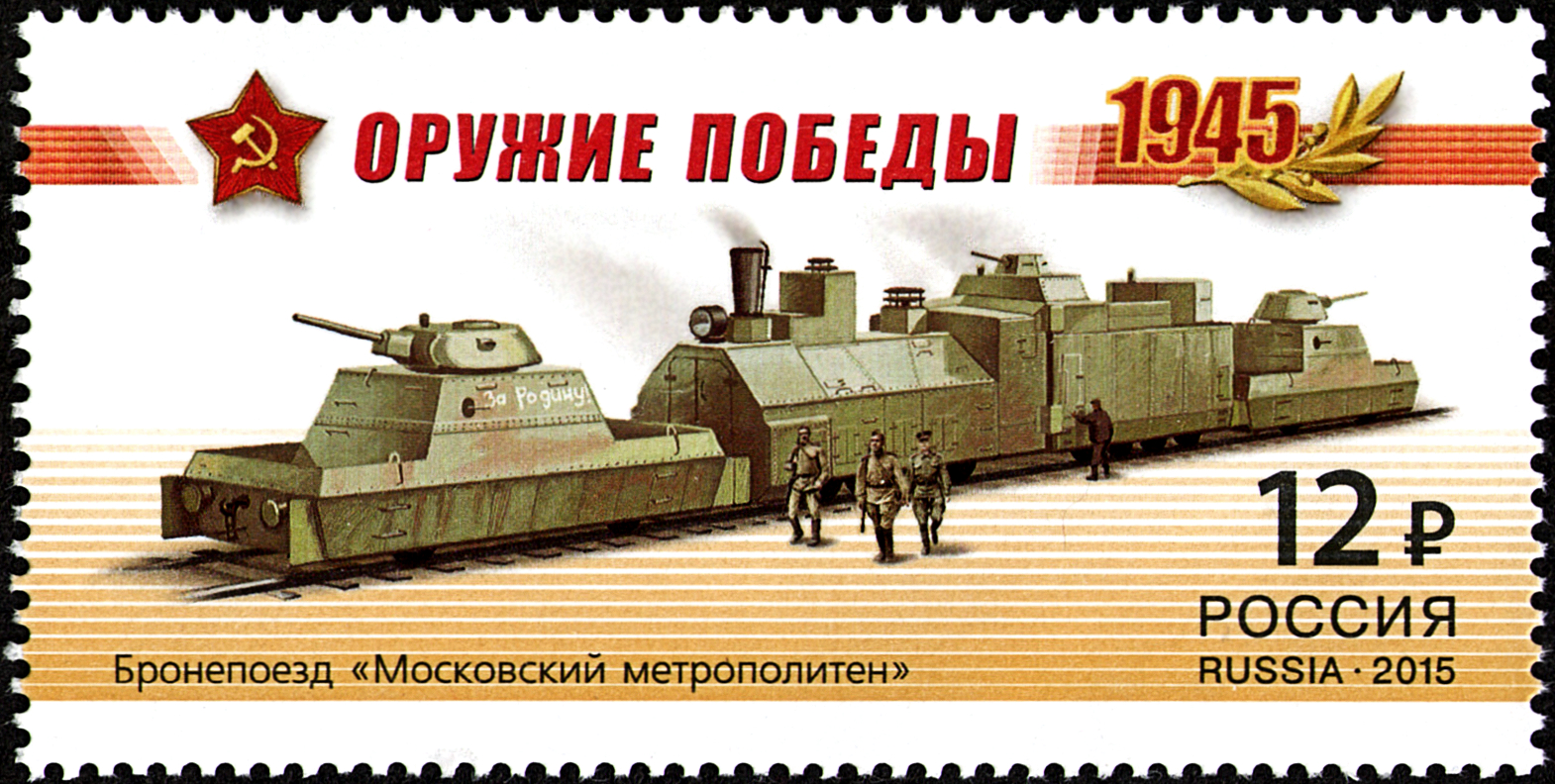
Бепо типа БП-43 «Московский метрополитен» 60-го отдельного дивизиона бронепоездов на марке без двух бронеплощадок из четырёх

6 июля в 17 часов, в связи с угрозой прорыва немцев к станции Беленихино, где была база 60-го дивизиона, командир дивизиона капитан Панич отправился на бронеавтомобиле в Прохоровку для согласования с управлением военных сообщений передислокации базы дивизиона. По дороге на бронеавтомобиль налетела немецкая авиация, и командир дивизиона тяжело ранен (умер в госпитале 30 июля 43 года). Из-за того, что о эвакуации базы не решено, в 18 часов на станции Беленихино базу дивизиона разбомбили немецкие самолёты, и она сгорела.
К утру 7 июля 1943 года немцы заняли Смородино, Калинин и Ясную Поляну, создав угрозу выхода на железную дорогу в тыл 60-му дивизиону бронепоездов. Учитывая положение, заместитель командира по политической части дивизиона капитан Шибанский приказал бронепоездам следовать к Прохоровке. Бронепоезда в 7 часов вышли со станции Сажное — сначала бронепоезд № 737, за ним бронепоезд № 746, отойдя от Сажного на 1,5—2 км, бронепоезда попали под огонь немцев и их атаковали 10 самолётов. Бронепоезда отбили атаки и пошли к Беленихино. Не доходя до станции Беленихино, на бронепоезда вновь совершён воздушный налёт. Одновременно с налётом по ним начали стрелять немецкие танки и артиллерия. Железная дорога впереди разрушена, и командиры бронепоездов выслали ремонтников, начав отходить к станции Сажное. Не доходя до Сажного 2,5—3 км, бронепоезда вновь атакованы немецкими самолётами. От их бомб бронепоезд № 737 сошёл с рельс, попав на разрушенный участок дороги, на ремонт которого вывели весь экипаж, за исключением расчётов одного 107-мм орудия и зенитных пушек. Бронепоезд № 746 получил прямое попадание снаряда в бронепаровоз, из-за чего не мог двигаться.
К 9 часам 7 июля, после трёх налётов немецких самолётов и боя с немецкими танками и артиллерией, у 60-го дивизиона тяжёлое положение: «У бепо № 737, находившегося ближе к Беленихино, пробиты тендер, сухопарник и повреждено у бронепаровоза слева движение, разбита вторая бронеплощадка, вышли из строя обе пушки бронепоезда, первая бронеплощадка и две контрольных платформы сошли с рельс. У бронепоезда №№ 746, который был ближе к Сажная, разбиты тендер, слева будка машиниста и ходовая часть с правой стороны бронепаровоза, 5 пушек из 6 вышло из строя, в том числе 2 зенитки, разбиты три бронеплощадки. Бепо потеряли способность к движению и ведению огня».
В результате исполняющий обязанности командира дивизиона приказал оставить повреждённые бронепоезда и они подорваны. В бою 7 июля 43 года, по рапортам командования дивизиона, огнём 60-го дивизиона подбито 7 танков, 7 самолётов, подавлен огонь 3 немецких миномётных батарей. Свои потери четверо убитыми и двенадцать ранеными и контуженными.

### Третье формирование и служба
Оставшихся людей дивизиона сначала вывели на станцию Датная, затем на Графскую, откуда 28 августа 43-го их отправили в 1-й запасной полк бепо. В запасном полку 24 сентября 43 года 60-м дивизионом получены новые: бронепоезд № 624 «Уфа» (типа БП-43) и бронепоезд № 780 «Салават Юлаев» (типа БП-43). Оба бронепоезда построены Уфимским паровозоремонтным заводом.
9 февраля 1944 года 60-й дивизион убыл на 1-й Прибалтийский фронт, где 27 февраля вошёл в 4-ю ударную армию с дислокацией на станции Клястицы. В 4-й ударной бронепоезда 3—4 марта произвели пять обстрелов немецких позиций у станции Дретунь в 24 км северо-восточнее Полоцка, израсходовав 336 76-мм снарядов. За это время одбп подавил 2 немецкие батареи и уничтожил склад боеприпасов.
В марте — апреле 44 года бронепоезда периодически делали огневые налёты по противнику, поддерживая 332-ю стрелковую дивизию.
1 и 2 июля дивизион поддержал наступление 16-й литовской стрелковой дивизии, способствовав её продвижению и взятию сёл Узница, Гавриленки и Горбатенки. С 4 июля 60-й дивизион выведен в резерв 4-й ударной армии на станцию Клястицы, 31 августа его перевели на станцию Обеляй Литовской железной дороги. Впоследствии дивизион воевал на Мемельском направлении.
После окончания Великой Отечественной войны 60-й дивизион передислоцирован в Брянск, где 8 мая — 25 июня 1947 года он расформирован. Материальную часть передали на 2707-й военный склад.

## Командиры дивизиона
- Майор В.Е. Ткаченко март - август 1942 года;
- Капитан, майор Владимир Бенедиктович Панич - август 1942 - июль 1943 года (умер от ран 30.07.1943 - ОБД);
- Капитан, майор Сергей Никитович Егоров - сентябрь 1943 - 1945 год [9].